# نهائي الدوري الأوروبي 2026
نهائي الدوري الأوروبي 2026 هو المباراة النهائية من مسابقة الدوري الأوروبي 2025–26، والموسم الخامس والخمسون من بطولة كرة القدم الثانوية التي ينظمها الاتحاد الأوروبي لكرة القدم، والموسم السابع عشر منذ إعادة تسميتها من كأس الاتحاد الأوروبي إلى الدوري الأوروبي. ستقام المباراة على ملعب بشكتاش في إسطنبول، تركيا،  في 20 مايو 2026. 
سيحصل الفائزون على الحق في اللعب ضد الفائزين بدوري أبطال أوروبا 2025–26 في كأس السوبر الأوروبي 2026، وضد الفائزين بكأس كوبا سود أمريكانا 2025 في تحدي الأندية يويفا–كونميبول 2026. وسيتأهل الفائزون أيضًا لدخول مرحلة الدوري في دوري أبطال أوروبا 2026–27، ما لم يكونوا قد تأهلوا بالفعل لدوري أبطال أوروبا من خلال أدائهم في الدوري (وفي هذه الحالة سيتم إعادة موازنة قائمة الوصول).